# Tillandsia tovarensis
Tillandsia tovarensis là một loài thuộc chi Tillandsia. Đây là loài bản địa của Bolivia, Venezuela và Ecuador.